# 萊特脈衝雙子星HEV
萊特脈衝雙子星HEV（英語：Pulsar Gemini HEV）是一種由英國萊特巴士車身廠為混能雙層巴士底盤生產的一款車身，亦是英國第一款混能雙層巴士。
這款巴士源自VDL DB250底盤，不附引擎。萊特使用混能引擎。
首部配此種車身的巴士歐洲巴士展2008中亮相。
脈衝雙子星HEV車身現由萊特雙子星二型取代。

## 外部連結
- Wrightbus （页面存档备份，存于）